# Leandro Fernández

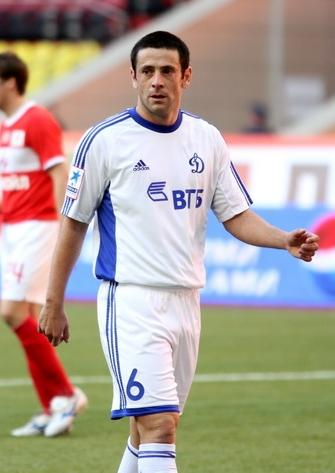
Leandro Fernández.

Leandro Fernández, född den 30 januari 1983 i Rosario, Argentina, är en argentinsk fotbollsspelare som spelar för Newell's Old Boys. Han har tidigare spelat i FK Dynamo Moskva och i River Plate.
Vid fotbollsturneringen under OS 2004 i Aten deltog han i det argentinska U23-laget som tog guld. 